# 73式大型トラックに関連する作品の一覧

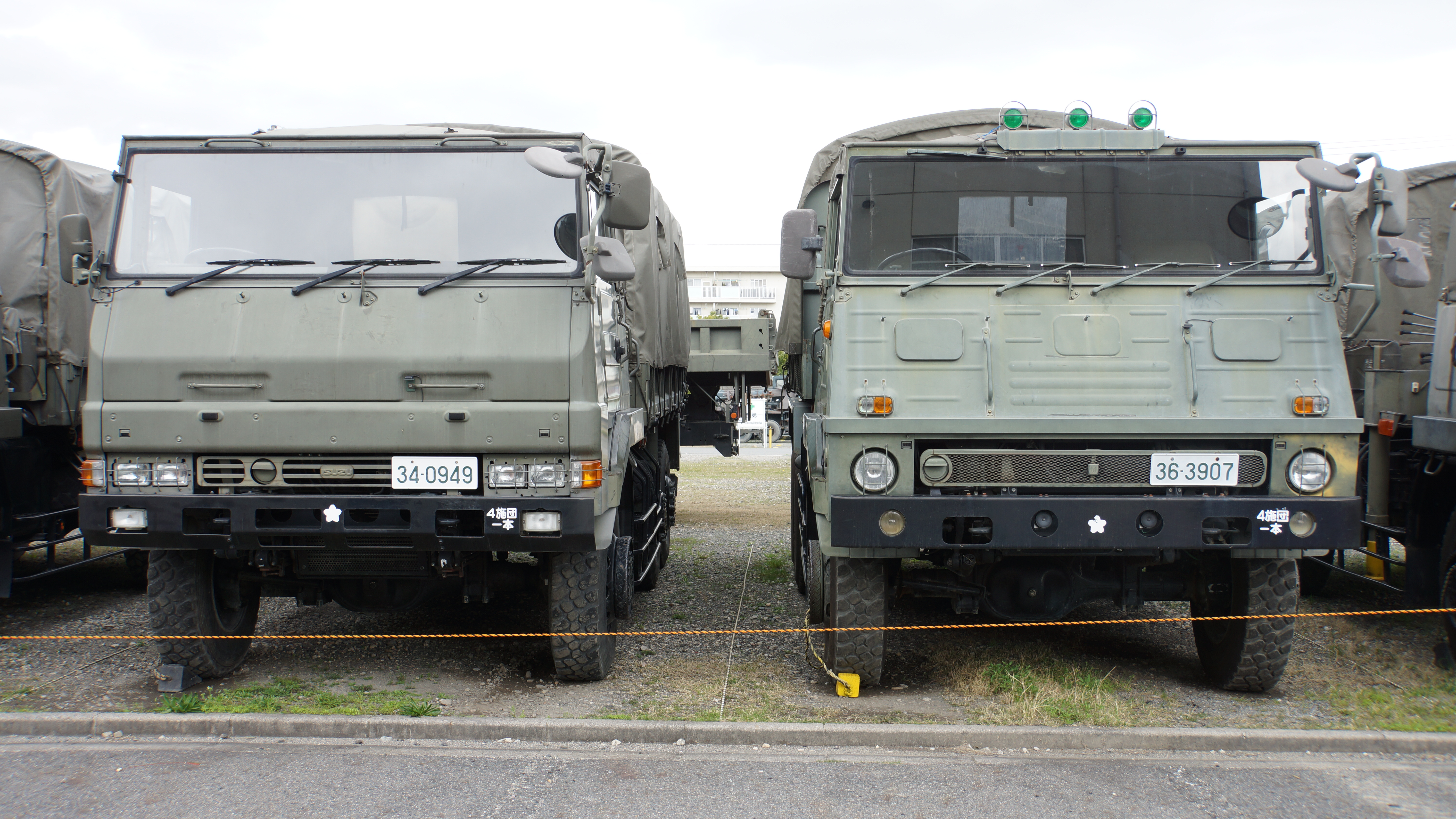
73式大型トラック新型（左）と改良型（右）

73式大型トラックに関連する作品の一覧（ななさんしきおおがたトラックにかんれんするさくひんのいちらん）は、自衛隊が装備する汎用大型軍用車両（トラック）、73式大型トラック（3 1/2tトラック）に関連する作品の一覧である。
73式大型トラックは、73式中型トラック・73式小型トラックとともに自衛隊において最も一般的な車両であり、そのため、自衛隊が登場する映画・テレビドラマに出演することが多い。

## 映画
『20世紀少年 第1章 終わりの始まり』
陸上自衛隊の改良型が登場。巨大ロボットの迎撃のため市ヶ谷付近へ向かう普通科部隊を、73式中型トラックとともに輸送する。
『S -最後の警官- 奪還 RECOVERY OF OUR FUTURE』
航空自衛隊の新型が登場。冒頭にて、品川で行われたSAT・陸上自衛隊・NPS・航空自衛隊による合同訓練に参加しており、テロリストに占拠されたという想定のビル前に軽装甲機動車などとともに展開する。
撮影には第1高射群第2高射隊所属車両が使用されている。
『ウルトラシリーズ』
『ULTRAMAN』
陸上自衛隊の改良型が登場。国道87号線の封鎖に従事しているほか、ビースト・ザ・ワンに対する特別警戒宣言が発令された西新宿へ展開している。
『シン・ウルトラマン』
陸上自衛隊の新型が登場。六本木のビル街に現れたにせウルトラマンに対して出動した部隊に含まれている他、メフィラスから日本政府へのベーターボックスの受領式典会場の警備にも当たっている。

『ガメラシリーズ』
『ガメラ 大怪獣空中決戦』
陸上自衛隊の幌付・幌無・作業装置付き改良型が登場。福岡ドームでの「ギャオス捕獲作戦」の際に、幌付が餌として使用される肉をドーム内に搬入し、作業装置付が金属製の檻の組み立て作業を行う。その後、幌無が富士裾野でガメラを攻撃する陸上部隊の指揮所に配置されている。
福岡のシーンでは第19普通科連隊所属車両が、富士裾野のシーンでは第1偵察隊所属車両が撮影に使用されている。
『ガメラ2 レギオン襲来』
陸上自衛隊の初期型・改良型が登場。支笏湖南西に落下した隕石の調査に向かう化学防護小隊の輸送や、札幌市に出現した草体の爆破が決定されたことを受けて草体の攻撃に向かう普通科部隊の輸送の際に、改良型が真駒内駐屯地から出動する。その後は札幌市のものより成長速度が早い草体が出現した仙台市へ初期型と改良型が出動。また、埼玉・群馬県境の最終防衛ラインにも改良型が横並びで多数配置されており、その後方でガメラと巨大レギオンが戦闘を繰り広げる。この時、並べられている車両の中に1両だけ初期型が混ざっている。
札幌のシーンでは第11師団司令部付隊所属車両が、仙台のシーンでは第22普通科連隊所属車両が、埼玉・群馬県境のシーンでは第32普通科連隊所属車両が撮影に使用されている。
『ガメラ3 邪神覚醒』
第37普通科連隊所属の改良型が登場。イリスに襲撃された南明日香村を調査後、続いて防衛出動命令を受けてイリスを攻撃すべく信太山駐屯地から吉野山まで前進する普通科連隊を輸送する。

『感染列島』
陸上自衛隊の改良型が登場。ウイルス「ブレイム」による新型感染症のパンデミックを受け、臨時医療施設となった学校内に配置されている。
『恐竜・怪鳥の伝説』
陸上自衛隊の初期型が登場。プレシオサウルスが出現した西湖湖畔に展開している。
『劇場版 仮面ライダーアギト PROJECT G4』
陸上自衛隊の初期型が登場。八王子駐屯地（架空）内を走行しているほか、終盤では駐屯地内に駐車している車両の周りで、仮面ライダーたちがアントロードの大群と戦闘を繰り広げる。
『ゴジラシリーズ』
『ゴジラvsビオランテ』
陸上自衛隊の初期型・改良型が登場。初期型は、ゴジラとビオランテが最初に激突する芦ノ湖の湖畔に第1あるいは第34普通科連隊を輸送するほか、ゴジラに対する「サンダービーム作戦」の準備にあたる大勢の支援部隊を若狭まで輸送し、改良型とともに対G作戦前線本部前に配置される。
『ゴジラvsキングギドラ』
陸上自衛隊の初期型・改良型が登場。富士山麓に着陸したMOTHERの包囲に向かう普通科部隊を輸送する。
撮影には富士教導団所属車両が用いられている。
『ゴジラvsモスラ』
陸上自衛隊の初期型が登場。国会議事堂に繭を張るモスラを包囲する。
撮影には富士教導団所属車両が用いられている。
『ゴジラ・モスラ・キングギドラ 大怪獣総攻撃』
防衛軍（防衛陸軍）の輸送車両として改良型が登場。対ゴジラ迎撃戦が行われる横浜市に展開するも、放射熱線を受けて破壊される。
『ゴジラ×メカゴジラ』
特生自衛隊の輸送車両として改良型が登場。習志野駐屯地に正門から進入する。
『ゴジラ×モスラ×メカゴジラ 東京SOS』
陸上自衛隊の改良型が登場。東京へのゴジラ上陸を受けて連隊指揮所が置かれた日比谷公園に配置されており、戦闘終了後は被害状況確認と復興支援に向かっている。
『シン・ゴジラ』
陸上自衛隊の改良型と新型が登場。立川広域防災基地内に配置されており、終盤では「ヤシオリ作戦」に参加する自衛官たちを輸送して、前方指揮所が置かれた科学技術館などへと進出。作戦終了後に練馬駐屯地へと帰投している。
『ゴジラVSメガロ』
新型が登場。ガイガンの残骸を収めた仮設格納庫の周囲に配置されている。

『最終兵器彼女』
陸上自衛隊の初期型が登場。敵側各国との戦争において、改造によって最終兵器となった少女「ちせ」と協同する部隊に配備されている。
『サトラレ TRIBUTE to a SAD GENIUS』
陸上自衛隊の改良型が登場。幼少期の主人公が遭遇した飛行機事故の際に、墜落現場の身延山へ救助に赴く普通科部隊を輸送する。
撮影には第34普通科連隊所属車両が用いられている。また、登場シーンの舞台となる年代は、改良型が部隊配備される前の1977年とされている。
『次元大介』
泥魚街の武装兵が用いる輸送車両として新型が登場。次元大介の襲撃を迎え撃つべく、泥魚街の中枢であるビル「鯉のぼり」の周囲に展開する。
『首都消失』
陸上自衛隊の初期型が登場。異常物体O対策本部内に配置されている。
『ゼブラーマン』
初期型が登場。宇宙人が潜伏している横浜市八千代小学校を包囲する。
『戦国自衛隊1549』
戦国時代へタイムスリップした第三特別実験中隊およびロメオ隊の装備として登場。第三特別実験中隊には改良型が2両、ロメオ隊には新型が1両配備されている。また、作中に登場する架空兵器「人工磁場シールド発生機」も新型をベース車両としている。
『宣戦布告』
第14普通科連隊所属の初期型が登場。敦賀半島に侵入した北東人民共和国特殊部隊に対処するため出動し、特殊部隊に対して行われる「はぎ作戦」に投入される普通科中隊を、西方ヶ岳南側の麓まで輸送する。
本作は自衛隊の協力を得ることができなかったため、撮影には民間が所有する車両が使用されている。
『伝説の巨獣 狼男対ゴジラ』
陸上自衛隊の初期型が登場。狼男との戦いを決するべく、大規模な攻撃に臨む普通科部隊を山間部に輸送する。
『東京湾炎上』
陸上自衛隊の初期型が登場。テログループ「資源公正分配推進組織（POFFDOR）」の要求による鹿児島県の喜山CTS爆破が発表されたことを受け、避難する近隣住民を2 1/2tトラックとともに輸送する。また、POFFDORがシージャックしたタンカー「アラビアン・ライト号」が東京湾内で爆破された場合の被害予測シーンでも、有毒ガスの発生により乗員が死亡する模様が映し出される。
『図書館戦争』
関東図書隊の人員・物資輸送車両として改良型と新型が登場。関東図書基地（武蔵野第一図書館）に配備されており、夜営訓練からの帰投の際や、小田原の情報歴史図書館の閉館に伴い所蔵資料を引き取る際に、新型が主人公を含む図書特殊部隊を輸送する。
『図書館戦争 THE LAST MISSION』
関東図書隊の車両として新型が登場。茨城県近代美術館で開催される「未来への自由展」で展示する『図書館法規要覧』の一時保管場所となった水戸図書館防衛のために、関東図書基地から図書特殊部隊を輸送する。

『特攻任侠自衛隊』
陸上自衛隊の初期型が登場。冒頭にて、駐屯地に進入する様子が描写されている。
『日本沈没』（2006年版）
陸上自衛隊の改良型が登場。「日本沈没」の進行に伴い日本各地で頻発する震災への災害派遣に投じられており、物資集積場から物資を輸送する。
『ノストラダムスの大予言』
実物が日本映画初登場。陸上自衛隊の初期型が、夢の島での大ナメクジ大発生を受けて出動する。
『亡国のイージス』
海上自衛隊の改良型が登場。海上訓練指導隊（FTG）に偽装した某国の工作員たちを、架空の護衛艦「いそかぜ」が寄港中の由良基地まで輸送する。
撮影には呉基地業務隊所属車両が用いられている。
『マリと子犬の物語』
陸上自衛隊の新型が登場。新潟県中越地震の際に、山古志村からの避難民が滞在する長岡市の避難所に災害派遣されている。
『ミッドナイト・イーグル』
陸上自衛隊の幌付・作業装置付き新型が登場。「特殊爆弾」を搭載したアメリカ空軍のB-5ステルス爆撃機（架空）が日本アルプス山中に墜落したことを受けて出動し、登山口の封鎖に当たっている。
『八岐之大蛇の逆襲』
防衛隊第13連隊の輸送車両として初期型が登場。米子市での八岐之大蛇出現を受け、機械化歩兵部隊を輸送して駐屯地より出動する。
作中では第3師団所属車両を撮影した映像が使用されている。

## テレビドラマ・オリジナルビデオ
『SFX巨人伝説ライン』
陸上自衛隊の改良型・新型が登場。改良型は第7話・第10話・第11話・第13話で怪獣の迎撃に向かう自衛官たちを、新型は第13話でレッドコングの迎撃に向かう自衛官たちを輸送する。
改良型は富士教導団所属の、新型は施設教導隊所属の車両が撮影に使用されており、第11話に登場する車両は作中でも富士教導団所属とされている。
『THE DAYS』
第8話に陸上自衛隊の新型が登場。福島第一原子力発電所事故への対応の中で、3号機建屋への空中からの放水のため出動準備に入るCH-47Jの周囲に配置されている。
『いざ、という時のために』
陸上幕僚監部の企画による予備自衛官等制度広報ドラマ。第7施設群所属の改良型および新型が、大型地震や土砂災害の発生を受けて災害派遣として出動し、物資輸送などに従事する。なお、登場する新型は1t水タンクトレーラを牽引している。
『ヴィジュアル・バンディッツ』
第1話に陸上自衛隊および航空自衛隊の初期型が登場。習志野空挺団あるいは富士第三偵察連隊所属とされる車両が、群馬県北西部での巨大生物出現を受けて災害派遣される。また、巨大生物を爆撃すべくF-4EJが発進する航空自衛隊基地内を走行してもいる。
巨大生物に対して出動した陸上自衛隊の車両として、改良型をベースとした架空の電源車や通信観測車も登場しており、電源車は3式装甲特殊作業車（架空）が射出する捕獲ネットへの放電用電力の供給に用いられる。
『ウルトラシリーズ』
『ウルトラマンネオス』
第10話にHEARTの輸送車両として初期型が登場。日本アルプス山中での重力遮断システムの設置作業に従事する。
『ウルトラマンオーブ THE ORIGIN SAGA』
第8話に防衛軍の輸送車両として登場。東京に出現した命の樹の周囲に展開し、封鎖任務に従事する。

『永遠の0』
第3夜に大日本帝国海軍の輸送車両として登場。鹿屋基地内に配置されている。
撮影が行われた木更津駐屯地の車両がそのまま用いられている。
『君と世界が終わる日に』
Season3第3話に新型が登場。ゾンビ「ゴーレム」の蔓延によって日本の法治が崩壊する中で、武装集団「X」の手に渡った車両が富士山裾野一帯で輸送に用いられている。
なお、撮影に73式大型トラックが用いられているのは1シーンのみで、その他のシーンでは73式中型トラックに置き換わっている。
『星間特捜アサルトライザー』
陸上自衛隊の車両が登場。怪獣迎撃に向かう普通科部隊の輸送に用いられており、第1話では名古屋を襲うドドゴに対して改良型と新型が、第3話では東シナ海から日本へ上陸した金剛コングに対して改良型が出動する。
『戦国自衛隊・関ヶ原の戦い』
戦国時代へタイムスリップした自衛隊の装備として、第1師団所属の改良型が登場。主人公の1人である嶋村二尉が率いる普通科小隊に1両配備されている。
『空飛ぶ広報室』
航空自衛隊の車両が登場。第11話では、松島基地所属の改良型が東日本大震災時の災害派遣において救援活動に赴く模様が描写される。
『図書館戦争 ブック・オブ・メモリーズ』
関東図書隊の車両として新型が登場。関東図書基地（武蔵野第一図書館）に配備されている。
『日本沈没-希望のひと-』
第5話に陸上自衛隊の新型が登場。関東沿岸部の沈没に際し、被災した神奈川県松葉町に災害派遣された第55普通科連隊（架空）の車両群に含まれている。
『パラレル東京』
第4話に陸上自衛隊の車両が登場。マグニチュード7.3の首都直下地震の発災後に、余震によって港北区で生じた土砂崩れの現場や、江戸川区に設けられた避難所に災害派遣されている。
『平成仮面ライダーシリーズ』
『仮面ライダーアギト』
第5話に陸上自衛隊の初期型が登場。1トン半救急車とともに、オーパーツ研究局の設備や機材を閉鎖に伴い搬出する。
『仮面ライダー555』
第21話に陸上自衛隊の初期型・改良型・新型が登場。仮面ライダーファイズと3体のオルフェノクとの戦闘現場に多数の車両が駐車されている。
同シーンの撮影は陸上自衛隊朝霞駐屯地で行われている。
『仮面ライダー剣』
第15話・第16話に初期型が登場。ピーコックアンデッド（伊坂）配下のコマンドが、レンゲルクロスの適合者を捜索・拉致する際に用いている。

## アニメ・漫画
『アイアムアヒーロー』
第1巻に陸上自衛隊の改良型が登場。ZQNの対処に出動し、主人公の自宅近くを車列を組んで通過していく。
『アサルトリリィ League of Gardens』
第2巻と第5巻に防衛隊の車両として旧型が登場。主に人員輸送に使用されており、第2巻では海老名まで安藤鶴紗を運び、第5巻では主人公と仲間たちの合計18人を野営地から戦場と化した下北沢まで輸送している。
『代紋TAKE2』
陸上自衛隊の旧型が登場。江原慎吾に雇われた傭兵たちを制圧に向かう自衛隊員たちを、73式装甲車・73式小型トラックとともに輸送する。
『かみちゅ!』
アニメ版第4話に陸上自衛隊所属車両が登場。宇宙人の捕獲にあたる普通科部隊を輸送する。時代背景が1980年代であるため、新型より前の車両が登場している。
『空母いぶき』
水陸機動団所属の新型が登場。中国人民解放軍により占拠された多良間島南海岸に、おおすみ型輸送艦「しもきた」「くにさき」搭載のLCACで揚陸される。
『クレヨンしんちゃん 爆発!温泉わくわく大決戦』
陸上自衛隊の改良型が登場。風呂嫌いテロ組織「YUZAME」の巨大ロボットが春日部市に接近してきたことを受け、春日部市から避難する住民を輸送する。その中には、漫画家の臼井儀人の姿もあった。
『ゲート 自衛隊 彼の地にて、斯く戦えり』
異世界へ派遣された自衛隊の装備として、陸上自衛隊の改良型・新型が登場。アルヌスの丘に設置された駐屯地の周辺や敷地内を走行する。漫画版の第1戦闘団所属の改良型には、荷台に機関銃を搭載するなどしてガントラック化された車両もあり、第45話などで、主人公の救出を名目として炎龍討伐に向かう自衛官たちを幌無とともに輸送する。
『ゴジラ S.P ＜シンギュラポイント＞』
第4話・第5話に自衛隊の新型が登場。第4話ではラドン警備のために千葉県逃尾市に派遣された車両が、アンギラスによって横転させられた軽トラックを発見する。第5話ではアンギラスに対する山狩りの支援に参加している。
エンディングにも新型が登場しており、メガヌロンの死骸の周りに展開している。
『最臭兵器』
災害派遣で出動した救助部隊の車両として、陸上自衛隊の初期型が登場。主人公が放つ臭気から逃げる避難民を救助する。
『続・戦国自衛隊』
漫画・小説版に戦国時代へタイムスリップした自衛隊の装備として、陸上自衛隊の改良型・初期型が登場。漫画版では、火縄銃対策のために竹の束を側面などに括り付けて防御力を上げ、荷台に機関銃を搭載するなどしてガントラック化され、「関ヶ原の戦い」に投入される。
『日本国召喚』
漫画版第2巻と第3巻に改良型・新型が登場。クワ・トイネ公国の城塞都市エジェイ近郊に築かれた自衛隊駐屯地に配備されている。
『魔法少女特殊戦あすか』
陸上自衛隊の新型が登場。特殊作戦群本部の魔法少女特殊戦開発部隊「M班」を輸送する。

## 小説
『自衛隊三国志』
三国時代へタイムスリップした自衛隊国際連合平和維持活動（PKO）部隊の装備として、陸上自衛隊の新型が登場。6両が配備されており、曹操軍の迎撃に向かう劉備軍を博望坡まで輸送する。
『ゼロの迎撃』（安生正）
第1・第32普通科連隊所属車両が登場。隅田川に墜落した貨物機を破砕、および護岸に仕掛けられた爆発物の捜索にあたる第1普通科連隊3個中隊と第32普通科連隊5個中隊を輸送する。
『パラレルワールド大戦争』（豊田有恒）
自衛隊の車両が登場。松代大本営跡に生じたタイムトンネルを介して自衛隊が1945年の日本へと物資を輸送する際に用いている。作中では「73型六輪駆動大型トラック」「73式トラック」といった名でも呼ばれている。
『富士山噴火』（高嶋哲夫）
滝ヶ原駐屯地所属車両などが登場。富士山が噴火することを受け、御殿場市から住民を避難させるために使用される。作中では愛称の「カーゴ」と呼ばれているほか、養護老人ホーム「ふがくの家」からの入居者移送にも使われている。

## ゲーム
『THE 最後の日本兵 〜美しき国土奪還作戦〜』
新型が登場。日本を占領した謎の軍隊に抵抗する自衛隊の残存部隊が用いており、山形、滋賀、佐賀といった各県で、自衛官である主人公の護衛対象となる。
『仮面ライダー 正義の系譜』
邪眼が蘇らせた怪人軍団が、葛義発電所一帯で用いる輸送車両として初期型が登場。第3章では、荷台に4連装の火砲を備えた車両が、発電所と地下にコバルト爆弾工場が築かれた市ノ崎灯台の間の往来に用いられており、ハリケーンを駆る仮面ライダーV3に攻撃を加えつつカーチェイスを展開する。第5章では、発電所から採石場までウルフビールスを輸送した後、サボテグロンの爆発に巻き込まれ破壊される。
なお、第5章の舞台となる年代は、現実における73式大型トラックの制式化前の1972年とされている。
『セイギノヒーロー』
最終ステージに、陸上防衛隊の関東方面隊第8普通科連隊所属車両として初期型が登場。鴇田芳樹率いるクーデター部隊が国会議事堂を占拠する際に使用する。
なお、実際の自衛隊の第8普通科連隊は中国地方の米子駐屯地に駐屯する部隊である。
『龍が如く OF THE END』
陸上自衛隊の装備として、改良型をベースにした架空車両が数種類登場。バリケード設置用の車両が、ゾンビの蔓延を受けて新宿区神室町内に設けられた隔離エリアの封鎖に用いられている。
また、給油車仕様の車両が隔離エリア内に放棄されており、プレイヤーが「ヒートスナイプ」を行うことで、ゾンビ撃破のためにタンク内の燃料を誘爆させることができる。

## その他
『Adventure in the East』
MVに陸上自衛隊の新型が登場。FATE GEARのドラマー・Harukaによる演奏の背景として、ロケ地となった朝霞駐屯地の所属車両が用いられている。
『絶対に笑ってはいけない地球防衛軍24時』
改良型が登場。公園前から本部へ向かう路線を走るガースー黒光り地球防衛軍（G.D.F.E）の通勤バス（いすゞ・キュービック）が、停留所に停車中にすれ違っている。